# Saint-Pierre-du-Champ
 Saint-Pierre-du-Champ  es una población y comuna francesa, situada en la región de Auvernia, departamento de Alto Loira, en el distrito de Le Puy-en-Velay y cantón de Vorey.

## Demografía
| 803 | 715 | 618 | 541 | 520 | 520 |
| Para los censos de 1962 a 1999 la población legal corresponde a la población sin duplicidades (Fuente: INSEE [Consultar]) |     |     |     |     |     |